# Thoris
Thoris is een kevergeslacht uit de familie van de boktorren (Cerambycidae). De wetenschappelijke naam van het geslacht werd voor het eerst geldig gepubliceerd in 1867 door Pascoe.

## Soorten
Thoris omvat de volgende soorten:
- Thoris acuta Gressitt, 1959
- Thoris brandti Wang, 1994
- Thoris eburifera Pascoe, 1867
- Thoris gilesi Gressitt, 1959
- Thoris octoguttata Wang, 1994
- Thoris quinqueguttata Gressitt, 1959
- Thoris septemguttata Blackburn, 1900
- Thoris sexguttata Carter, 1929